# Publius Ragonius Erotianus
Publius Ragonius Erotianus war ein römischer Maler der Kaiserzeit.
Er ist nur durch seine in Ostia Antica gefundene Grabinschrift bekannt, die ihn als Maler ausweist. Der Grabstein wurde ihm von seinen Berufsgenossen (collegae pingentes) gesetzt. Die Inschrift lautet:
D[ies] M[anibus]
P[ubli] Ragoni
Erotiani
collegae
pingentes